# Световно първенство по шахмат
Световното първенство по шахмат е състезание, определящо световния шампион по шахмат. Провежда се официално от 1886 г. От 1946 г. се организира от Световната шахматна федерация (ФИДЕ). Преди това световният шампион се е определял с мач между претендент и настоящия световен шампион, като двамата договаряли условията на провеждане на мача.
От 1993 до 2005 г. се провеждат паралелно две световни първенства, които излъчват двама шампиони – на ФИДЕ и на Професионалната шахматна асоциация (ПША), основана от Гари Каспаров. От 2006 г. след като ПША престава да съществува, се играе обединителен мач между тях и шампионът отново е само един.
Шампионатите са провеждани по различни, често променяни системи – най-често чрез финални мачове за титлата между действащия шампион и претендент, който също е определян по различен начин. В повечето случаи изгубилият шампион е имал право на реванш срещу спечелилия претендент. Някои първенства са провеждани като финални турнири с повече шахматисти, които играят всеки срещу всеки (1948, 2005 г.) или по двойки с директно елиминиране (1999 – 2004).

## Най-добрите шахматисти в света до ХХ век
| период                   | име                                                               | роден-починал           | страна                 |
| ------------------------ | ----------------------------------------------------------------- | ----------------------- | ---------------------- |
| около 1475               | Франки де Кастелви Нарцис Виниолес Бернат Фенолар Францеск Висент | ~1438 – 1450 – ~1512    | Кралство Арагон        |
| около 1490 – 1495        | Луис Рамирес де Луцена                                            | ~1465 ~1530             | Испания                |
| около 1520               | Педро Дамяно                                                      | 1480 – 1544             | Португалия             |
| 1560 – 1575              | Руи Лопес де Сегура                                               | ~1530 – ~1580           | Испания                |
| 1575 – 1587              | Джовани Леонардо ди Бона да Кутри                                 | 1542 – 1587             | Неаполитанско кралство |
| 1575 – 1598              | Паоло Бой                                                         | 1528 – 1598             | Кралство Сицилия       |
| около 1580               | Жулио Цезар Полерио                                               | 1550 – 1610             | Неаполитанско кралство |
| 1598 – 1621, 1634 – 1540 | Алесандро Салвио                                                  | ~1570 – ~1640           | Неаполитанско кралство |
| 1621 – 1634              | Джоакино Греко                                                    | 1600 – 1634             | Неаполитанско кралство |
| 1747 – 1795              | Франсоа Филидор                                                   | 07.09.1726 – 31.08.1795 | Франция                |
| 1820 – 1840              | Луи дьо ла Бурдоне                                                | 1785 – 13.12.1840       | Франция                |
| 1843 – 1851              | Хауърд Стаунтън                                                   | ~1810 – 22.06.1874      | Великобритания         |
| 1851 – 1858, 1862 – 1866 | Адолф Андерсен                                                    | 06.07.1818 – 13.03.1879 | Прусия                 |
| 1858 – 1862              | Пол Чарлс Морфи                                                   | 22.06.1837 – 10.07.1884 | САЩ                    |
| 1866 – 1886              | Вилхелм Щайниц                                                    | 14.05.1836 – 12.08.1900 | Австро-Унгария         |

## Световни шампиони по шахмат

### 1886 – 1993
| №  | период      | шампион                    | роден-починал                | страна                     | мач за титлата                                                            | резултат                                   |
| -- | ----------- | -------------------------- | ---------------------------- | -------------------------- | ------------------------------------------------------------------------- | ------------------------------------------ |
| 1  | 1886 – 1894 | Вилхелм Щайниц             | 14.05.1836 – 12.08.1900      | Австро-Унгария САЩ         | 11 януари – 29 март 1886 Ню Йорк, Сейнт Луис и Ню Орлеанс САЩ             | 12,5:7,5 срещу Йохан Цукерторт             |
| 2  | 1894 – 1921 | Емануел Ласкер             | 24.12.1868 – 11.01 1941      | Германска империя Германия | 15 март – 26 май 1894 Ню Йорк и Филаделфия, САЩ Монреал, Канада           | 12 : 7 срещу Щайниц                        |
| 3  | 1921 – 1927 | Хосе Раул Капабланка       | 19.11.1888 – 08.03.1942      | Куба                       | 15 март – 28 април 1921 Хавана, Куба                                      | 9 : 5 срещу Ласкер                         |
| 4  | 1927 – 1935 | Александър Алехин          | 31.10.1892 – 24.03.1946      | СССР Франция               | 16 септември – 29 ноември 1927 Буенос Айрес Аржентина                     | 6 : 3 срещу Капабланка                     |
| 4  | 1937 – 1946 | Александър Алехин          | 31.10.1892 – 24.03.1946      | СССР Франция               | 5 октомври – 4 декември 1937 Холандия                                     | 15,5:9,5 срещу Еве                         |
| 5  | 1935 – 1937 | Макс Еве                   | 20.05.1901 – 26.11.1981      | Холандия                   | 3 октомври – 16 декември 1935 Амстердам, Хага, Ротердам и други, Холандия | 15,5:14,5 срещу Алехин                     |
| 6  | 1948 – 1957 | Михаил Ботвиник            | 17.08.1911 – 05.05.1995      | СССР                       | 2 март – 16 май 1948 Хага, Холандия Москва, СССР                          | 14 / 20 турнир с 5 играчи                  |
| 6  | 1958 – 1960 | Михаил Ботвиник            | 17.08.1911 – 05.05.1995      | СССР                       | 4 март – 9 май 1958 Москва, СССР                                          | 12,5:10,5 срещу Смислов                    |
| 6  | 1961 – 1963 | Михаил Ботвиник            | 17.08.1911 – 05.05.1995      | СССР                       | 23 март – 20 май 1961 Москва, СССР                                        | 13 : 8 срещу Тал                           |
| 7  | 1957 – 1958 | Василий Смислов            | 24.03.1921 – 27.03.2010      | СССР                       | 5 март – 12 април 1957 Москва, СССР                                       | 12,5:9,5 срещу Ботвиник                    |
| 8  | 1960 – 1961 | Михаил Тал                 | 09.11.1936 – 28.06.1992      | СССР                       | 4 март – 7 май 1960 Москва, СССР                                          | 12,5:8,5 срещу Ботвиник                    |
| 9  | 1963 – 1969 | Тигран Вартанович Петросян | 17.06.1929 – 13.08.1984      | СССР                       | 9 април – 9 юни 1963 Москва, СССР                                         | 12,5:11,5 срещу Ботвиник                   |
| 10 | 1969 – 1972 | Борис Спаски               | 30 януари 1937               | СССР                       | 14 април – 17 юни 1969 Москва, СССР                                       | 12,5:10,5 срещу Петросян                   |
| 11 | 1972 – 1975 | Боби Фишер                 | 9 март 1943 – 17 януари 2008 | САЩ                        | 11 юли – 1 септември 1972 Рейкявик, Исландия                              | 12,5:8,5 срещу Спаски                      |
| 12 | 1975 – 1985 | Анатолий Карпов            | 23.05.1951                   | СССР                       | 3 април 1975 Титлата е присъдена служебно.                                | 3 април 1975 Титлата е присъдена служебно. |
| 13 | 1985 – 1993 | Гари Каспаров              | 13.04.1963                   | СССР Русия                 | 3 септември – 9 ноември 1985 Москва, СССР                                 | 13:11 срещу Карпов                         |

### 1993 – 2006
През 1993 г. тогавашният световен шампион Гари Каспаров и претендентът за титлата Найджъл Шорт според регламента на ФИДЕ трябва заедно да определят града, който да бъде домакин на срещата за световно първенство. Президентът на ФИДЕ Флоренцио Кампоманес не се съобразява с това и нарушава правилата като еднолично избира и обявява Манчестър за домакин на мача. В отговор Каспаров и Шорт протестират и отказват да играят срещата под патронажа на ФИДЕ, като напускат федерацията. Те основават Професионална шахматна асоциация (ПША) и под нейната егида организират мача за световната титла по шахмат. В резултат на това ФИДЕ лишава Каспаров от титлата „световен шампион по шахмат“ и насрочва мач за нея между Анатолий Карпов и Ян Тиман – последните двама претенденти, които Шорт е победил и по това време имат най-високата класация в шахмата (коефициент ЕЛО) след Каспаров и Шорт. Карпов побеждава и така си връща титлата на ФИДЕ от Каспаров, който обаче продължава да счита себе си за истински световен шампион, защото защитава титлата си в мача с легитимен претендент – Шорт. За пръв път в историята през 1993 г. има едновременно двама световни шампиони. Така от 1993 до 2005 г. се организират две версии на световни първенства – на ФИДЕ и на ПША.
През 1999 г. ФИДЕ променя правилата като отнема правото на световния шампион да защитава титлата си в мач срещу претендент. Тогавашният шампион Анатолий Карпов протестира и отказва да участва в шампионата на общо основание като влезе в играта още от самото начало на турнира. Така бива лишен от титлата. С това Карпов става единственият световен шампион, който е спечелил и изгубил титлата служебно без да е играл за нея. През 1999–2004 г. ФИДЕ провежда световни шампионати по системата на директното елиминиране по двойки без никакви привилегии от класирането на последното първенство. В резултат на това шампионът се сменя почти всяка година.
| №           | №       | период      | име                 | роден          | държава    | мач за титлата                                                    | резултат                      |
| ----------- | ------- | ----------- | ------------------- | -------------- | ---------- | ----------------------------------------------------------------- | ----------------------------- |
| 1993 – 2006 | пореден | период      | име                 | роден          | държава    | мач за титлата                                                    | резултат                      |
| 1           | 12      | 1993 – 1999 | Анатоли Карпов      | 23.05.1951     | Русия      | 6 септември – 1 ноември 1993 Цвьоле, Арнхем и Амстердам, Холандия | 12,5:8,5 срещу Ян Тиман       |
| 2           | 14      | 1999 – 2000 | Александър Халифман | 18 януари 1966 | Русия      | 31 юли – 28 август 1999 Лас Вегас, САЩ                            | 3,5:2,5 срещу Владимир Акопян |
| 3           | 16      | 2000 – 2002 | Вишванатан Ананд    | 11.12.1969     | Индия      | 27 ноември – 15 декември 2000 Ню Делхи, Индия Техеран, Иран       | 3,5:0,5 срещу Алексей Широв   |
| 4           | 17      | 2002 – 2004 | Руслан Пономарьов   | 11.10.1983     | Украйна    | 16 януари – 23 януари 2002 Москва, Русия                          | 4,5:2,5 срещу Василий Иванчук |
| 5           | 18      | 2004 – 2005 | Рустам Касимджанов  | 05.12.1979     | Узбекистан | 18 юни – 13 юли 2004 Триполи, Либия                               | 4,5:3,5 срещу Майкъл Адамс    |
| 6           | 19      | 2005 – 2006 | Веселин Топалов     | 15.03.1975     | България   | 27 септември – 16 октомври 2005 Сан Луис, Аржентина               | 10 / 14 турнир с 8 играчи     |

Каспаров защитава своята световна титла срещу Ананд в мач, проведен през септември 1995 г. в Световния търговски център в Ню Йорк, като го печели с 10,5 – 7,5.
От 1996 г. ПША престава да съществува в резултат на загубата на спонсора поради грешката на Каспаров (той поисква спонсорство от конкурент на главния спонсор) и титлата става известна като „световен шампион по класически шах“.
През 2000 г. Владимир Крамник печели мача за титлата на ПША срещу Каспаров и се придържа към неговите основания и същата гледна точка.
До 2006 г. има едновременно двама световни шампиони. През 2006 г. с мача между двамата шампиони Веселин Топалов и Владимир Крамник се постига обединение и отново има само един световен шампион.
| №           | №       | период      | име              | роден      | държава | мач за титлата                                        | резултат                    |
| ----------- | ------- | ----------- | ---------------- | ---------- | ------- | ----------------------------------------------------- | --------------------------- |
| 1993 – 2006 | пореден | период      | име              | роден      | държава | мач за титлата                                        | резултат                    |
| 1           | 13      | 1993 – 2000 | Гари Каспаров    | 13.04.1963 | Русия   | 7 септември – 21 октомври 1993 Лондон, Великобритания | 12,5:7,5 срещу Найджъл Шорт |
| 2           | 15      | 2000 – 2006 | Владимир Крамник | 25.06.1975 | Русия   | 8 октомври – 4 ноември 2000 Лондон, Великобритания    | 8,5:6,5 срещу Каспаров      |

### След 2006
| №         | №       | №        | период                  | име              | роден      | държава  | мач за титлата                           | резултат                 |
| --------- | ------- | -------- | ----------------------- | ---------------- | ---------- | -------- | ---------------------------------------- | ------------------------ |
| след 2006 | пореден | предишен | период                  | име              | роден      | държава  | мач за титлата                           | резултат                 |
| 1         | 20      | 15       | 2006 – 2007             | Владимир Крамник | 25.06.1975 | Русия    | 23.IX – 13.X.2006 Елиста, Калмикия       | 8,5:7,5 срещу Топалов    |
| 2         | 21      | 16       | 2007 – 2013             | Вишванатан Ананд | 11.12.1969 | Индия    | 12 – 30 септември 2007 Мексико, Мексико  | 9 / 14 турнир            |
| 3         | 22      | 20       | 22.11.2013 – 30.04.2023 | Магнус Карлсен   | 30.11.1990 | Норвегия | 9 ноември – 22 ноември 2013 Ченай, Индия | 6,5:3,5 срещу Ананд      |
| 4         | 23      | –        | 30.04.2023 – 12.12.2024 | Дин Лижън        | 24.10.1992 | Китай    | 9 – 30 април 2023 Астана, Казахстан      | 9,5:8,5 срещу Непомнящий |
| 5         | 24      | –        | от 12.12.2024           | Гукеш Доммараджу | 29.5.2006  | Индия    | 25.XI– 12.XII.2024, Сингапур             | 7,5:6,5 срещу Дин        |

На 20 юли 2022 г. Магнус Карлсен обявява, че няма да защитава отново титлата си срещу същия претендент Ян Непомнящий.  След като шампионът официално потвърждава писмено решението си, ФИДЕ определя мач за титлата между първия и втория в Турнира на кандидатите Ян Непомнящий и Дин Лижън през април 2023 г., като Карлсен губи титлата, когато мачът приключи. 
На 30 април 2023 г. Дин Лижън става 23-ият световен шампион по класически шахмат, след равенство 7:7 в редовните партии и 3 ремита и победа в четвъртата партия от тайбрека на бърз шах срещу Ян Непомнящий. Той е първият шахматист от Китай, спечелил световната титла. 
Следващото световно първенство се провежда през 2024 г. Мачът за титлата е от 25 ноември до 12 декември 2024 г. в Сингапур. Претендентът Гукеш Доммараджу от Индия побеждава Дин Лирен в последната, 14-та партия  и спечелва мача със 7½:6½ точки. Така на 18 години 6 месеца и 13 дни той става вторият най-млад световен шампион по шах след Руслан Пономарьов, който на 23 януари 2002 г. поставя абсолютния рекорд, като печели титлата точно с 3 месеца по-млад – на 18 години 3 месеца и 13 дни.